# Сеид Аджаль Шамсуддин
Сеид Аджаль Шамсуддин Омар (1211, Бухара — 1279, Юньнань) — первый наместник императоров монгольской династии Юань в провинции Юньнань и основатель династии мусульманских наместников в Юньнани, один из участников монгольского завоевания Бирмы. Основатель системы вакуфных земель для содержания учебных учреждений на Юго-Западе Китая.

## Биография
Сеид Аджаль — выходец из Бухары, бывшей частью Хорезма. Его род претендовал на происхождение от Али ибн Абу Талиба. Во время монгольского завоевания Средней Азии его семья сдалась Чингисхану. Он служил в Ханбалыке (современный Пекин), отвечая за финансы Монгольской империи. После завоевания Хубилаем Далийского царства был отправлен наместником в Юньнань (с 1259 года).
Высокий социальный статус потомков Сеида Аджаля способствовал утверждению ислама на юге Китая, его внук в 1365 году обратился с прошением на имя императора, чтобы ислам официально именовался по китайски «чистая истинная вера», прошение было удовлетворено. К роду Сеида Аджаля возводят своё происхождение многие китайские мусульмане, среди которых мореплаватель Чжэн Хэ и мулла Ма Чжу, который представил императору Канси (1654—1723) доклад, испрашивая для родичей Аджаля как потомков пророка Мухаммеда тот же статус, который имели и потомки Конфуция.